# Trasfigurazione di Nostro Signore Gesù Cristo
Trasfigurazione di Nostro Signore Gesù Cristo är en kyrkobyggnad och titelkyrka i Rom, helgad åt Jesu Kristi förklaring. Kyrkan är belägen vid Piazza della Trasfigurazione i quartiere Gianicolense och tillhör församlingen Trasfigurazione di Nostro Signore Gesù Cristo.

## Historia
Kyrkan uppfördes åren 1934–1936 efter ritningar av arkitekten Tullio Rossi. Enligt en uppgift utgör kyrkan ett exempel på rationalistisk arkitektur.
Fasaden var tidigare röd med bruna horisontala ränder, men har under 2010-talet målats om i vitt med ljusbruna ränder. Fasaden har en mittportal och tvenne sidoportaler. Mittportalens dörrpar har en abstrakt relief, utförd av Pierangelo Pagani år 2000.
Kyrkan är en treskeppig basilika. I absiden återfinns en kopia av Rafaels Kristi förklaring. Tidigare fanns här även två fresker, utförda av Domenico Polverini: Jesu födelse och Kristi dop; tillsammans med Kristi förklaring utgjorde dessa fresker en triptyk.

## Titelkyrka
Kyrkan stiftades som titelkyrka av påve Johannes Paulus II år 2001.
Kardinalpräster
- Pedro Rubiano Sáenz: 2001–2024